# Saint-Drézéry
Saint-Drézéry település Franciaországban, Hérault megyében. Lakosainak száma 2952 fő (2022. január 1.). Saint-Drézéry Montaud, Beaulieu, Castries, Saint-Jean-de-Cornies és Sussargues községekkel határos.

## Népesség
A település népessége az elmúlt években az alábbi módon változott:
| Lakosok száma | 555  | 1017 | 1329 | 2093 | 2270 | 2319 | 2526 | 2735 | 2839 | 2952 |
|               | 1968 | 1982 | 1990 | 2006 | 2013 | 2015 | 2017 | 2019 | 2020 | 2022 |